# Lanceopora arnoldi
Lanceopora arnoldi is een mosdiertjessoort uit de familie van de Lanceoporidae. De wetenschappelijke naam van de soort is voor het eerst geldig gepubliceerd in 1993 door Chimonides & Cook.